# Sogno cinese

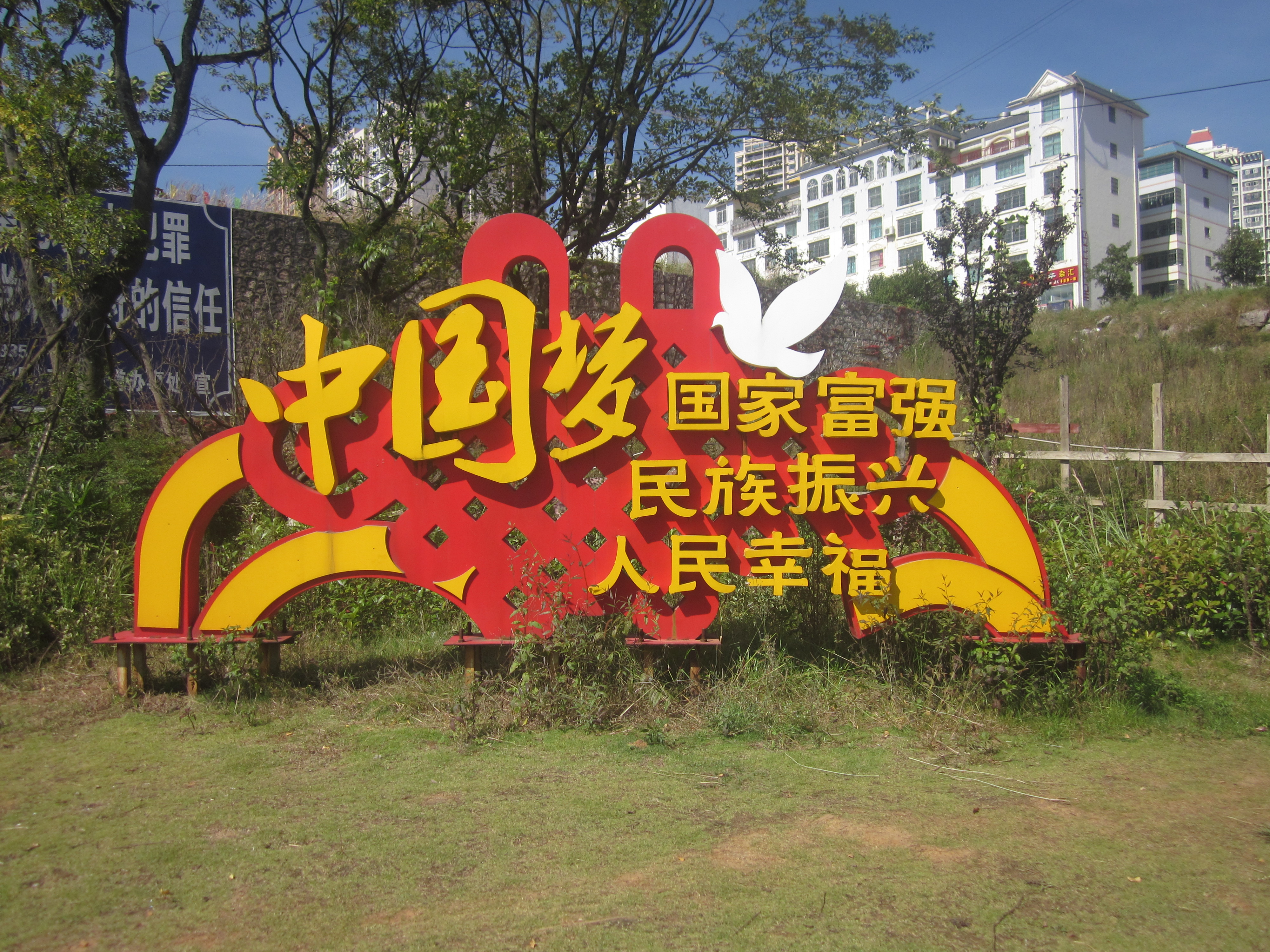
Cartellone propagandistico dedicato al "Sogno cinese" nel South Lake Park, Panzhou, Guizhou, 1 novembre 2019.

Il Sogno cinese (中國夢T, 中国梦S, Zhōngguó MèngP) è un termine promosso dal Segretario generale del Partito Comunista Cinese Xi Jinping a partire dal 2013. È stato coniato nel contesto del Socialismo con caratteristiche cinesi per una nuova era e descrive un insieme di principi e ideali personali e nazionali, ed è usato da giornalisti, funzionari governativi e attivisti per descrivere il ruolo dell'individuo nella società cinese e gli obiettivi della Zhonghua minzu ("nazione cinese").
Xi ha iniziato a promuovere il sogno cinese durante una visita di alto profilo al Museo nazionale della Cina nel novembre 2012 dopo aver assunto la carica di segretario generale del PCC. Da allora, il "sogno cinese" è stato spesso citato negli annunci ufficiali e nell'incarnazione dell'ideologia politica della leadership di Xi Jinping. Il leader cinese ha affermato che i giovani dovrebbero "osare sognare, lavorare assiduamente per realizzare i sogni e contribuire alla rivitalizzazione della nazione". Secondo la rivista teorica del partito Qiushi, il sogno cinese riguarda la prosperità cinese, lo sforzo collettivo, il socialismo e la gloria nazionale.

## Storia

### Letteratura cinese
Il "Sogno cinese" corrisponde all'idea associata di una speranza collettiva per ripristinare la grandezza nazionale perduta della Cina e ha origini antiche nella storia letteraria e intellettuale cinese. Nello Shijing, la poesia "La prossima primavera" (下泉S, Xià quánP) rappresenta un poeta che si sveglia nella disperazione dopo aver sognato la dinastia Zhou occidentale. Durante la dinastia Song meridionale, il poeta Zheng Sixiao disse che tale poesia aveva un "Cuore pieno del sogno cinese (中国 梦)".

### Governo di Xi Jinping

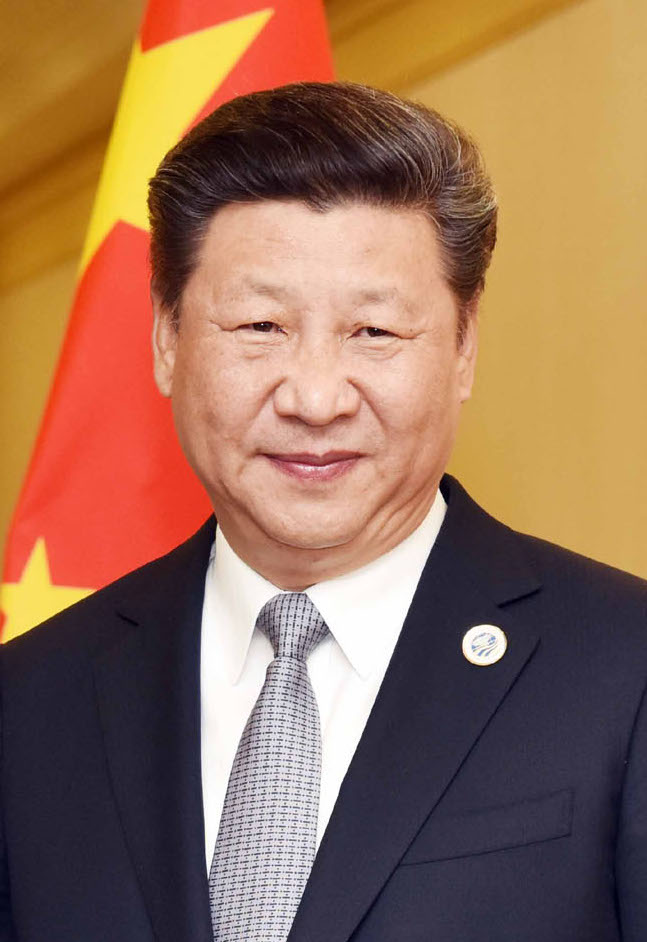
Xi Jinping, segretario generale del Partito dal 2012 e presidente della Repubblica dal 2013

Il 29 novembre del 2012, subito dopo il XVIII Congresso nazionale del Partito Comunista Cinese, il neoeletto segretario generale Xi Jinping citò per la prima volta il concetto del "Sogno cinese" durante una mostra al Museo nazionale della Cina ed è diventato in seguito il segno distintivo della sua amministrazione. Successivamente, il capo della propaganda del Partito Comunista, Liu Yunshan, ha ordinato che il concetto del sogno cinese sia incorporato nei libri di testo scolastici.
A marzo del 2013, Xi Jinping spiegò il Sogno cinese nel suo discorso tenuto durante la cerimonia di chiusura della prima sessione del XII Congresso nazionale del popolo. Nel maggio 2013, Xi Jinping ha invitato i giovani "a osare sognare, lavorare assiduamente per realizzare i sogni e contribuire alla rivitalizzazione della nazione". Ha invitato tutti i quadri del Partito e del governo a facilitare la presenza di condizioni favorevoli allo sviluppo della loro carriera. Xi ha detto ai giovani di "custodire la gloriosa gioventù, lottare con spirito pionieristico e contribuire con la loro saggezza ed energia alla realizzazione del sogno cinese".
Durante il plenum del Comitato centrale del PCC tenutosi a dicembre del 2013, il partito indicò il processo di riforme necessarie per il raggiungimento del sogno cinese. Nel mese precedente, Xi Jinping dichiarò che ogni cittadino cinese, oltre ad avere i propri ideali e obiettivi, condivide anche un grande sogno comune, ovvero quello di "realizzare il grande ringiovanimento della nazione".

## Contenuto
Per Xi, il sogno rappresenta "il grande ringiovanimento della nazione cinese" ed è descritto come il raggiungimento dei due centenari: la trasformazione della Cina in una "società moderatamente benestante" entro il 2021, in occasione del 100º anniversario del PCC, e la modernizzazione del paese in una nazione completamente sviluppata entro il 2049, centesimo anniversario della fondazione della Repubblica Popolare.
Il Sogno cinese è il sogno del popolo e la sua realizzazione porterà ad una migliore istruzione, più lavori stabili, redditi superiori, un livello elevato di previdenza sociale, migliori servizi medici e sanitari, migliori condizioni abitative e un ambiente migliore.
Xi Jinping ha inoltre affermato che il sogno cinese è un sogno per la pace, lo sviluppo, la cooperazione e il beneficio comune non solo per il popolo cinese ma anche per tutti i popoli degli altri paesi.
Il Sogno cinese concetto può essere analizzato sotto cinque diversi punti di vista:
- Il "Sogno nazionale", ovvero il grande sogno per la nazione cinese
- Il "Sogno personale", incentrato sul benessere dei singoli cittadini e che di conseguenza altera la tradizionale concezione della supremazia del collettivismo sull'individuo
- Il "Sogno storico"
- Il "Sogno antitetico"
- Il "Sogno globale", in base al quale il Sogno cinese cambierà l'assetto globale che era stato creato dai paesi occidentali durante le rivoluzioni industriali. Il nuovo panorama mondiale sarà quindi stabilito tramite regole internazionali e la sinergia tra i paesi sviluppati ed emergenti.

Secondo il periodico edito dal Comitato Centrale del Partito Qiushi, il Socialismo con le caratteristiche cinesi costituisce una solida base materiale per la realizzazione del Sogno cinese e la liberazione delle forze produttive, prevista da tale ideologia, può essere continuata in sinergia con lo sviluppo economico e scientifico che pone il popolo al primo posto. Inoltre, il sogno potrà essere realizzato solo con una continua apertura a livello internazionale e il coinvolgimento di tutta la nazione cinese.

## Interpretazioni
Secondo il banchiere e investitore internazionale Robert Lawrence Kuhn, autore di How China's Leaders Think: The Inside Story of China's Reform and What This Means for the Future, il sogno cinese è costituito da quattro parti: la "Cina forte" (economicamente, politicamente, diplomaticamente, scientificamente e militarmente), la "Cina civile" (equa, corretta, culturalmente ricca e moralmente elevata); "Cina armoniosa" (con rapporto di amicizia tra le classi sociali) e "Cina bella" (con ambiente salutare e basso inquinamento). Khun afferma che "una società moderatamente benestante" è il luogo in cui tutti i cittadini, rurali e urbani, godono di elevati standard di vita. Ciò include il raddoppio del PIL pro capite del 2010 (vicino ai 10 000 $) entro il 2020 e il completamento dell'urbanizzazione del paese entro il 2030. "Modernizzazione" significa la riconquista da parte della Cina della sua posizione di leader mondiale nella scienza e tecnologia, nonché nell'economia e negli affari, la rinascita della civiltà cinese, della cultura e della potenza militare, con il Paese protagonista attivo in tutte le aree dello sforzo umano.

### Confronto con il sogno americano
L'autrice Helen H. Wang è stata una delle prime a comparare il sogno cinese a quello americano. Nel suo libro The Chinese Dream, Wang cerca di dimostrare che il popolo cinese ha sogni simili a quelli del popolo americano:
Wang ha inoltre affermato che "i cinesi devono definire il proprio sogno".
I giornalisti hanno evidenziato che "Xi aveva visto da vicino il sogno americano, dopo aver trascorso un paio di settimane nel 1985 con una famiglia rurale nello Iowa."

### Sviluppo sostenibile
Il sogno cinese è stato definito come uno sviluppo sostenibile. Peggy Liu e l'ONG JUCCCE hanno definito il sogno cinese come un movimento basato sulla sostenibilità, che è stato successivamente reso popolare in Cina attraverso un articolo del New York Times e adottato da Xi Jinping. L'inquinamento e la sicurezza alimentare sono preoccupazioni molto care ai Cinesi, le città sono spesso coperte dallo smog e i fiumi del paese sono inquinati dai rifiuti industriali. Il numero di membri della classe media cinese dovrebbe aumentare di 500 milioni di persone entro il 2025 e continuerà a mettere a dura prova le risorse in diminuzione del paese. Secondo Liu, il sogno cinese della sostenibilità può essere raggiunto attraverso la promozione di tecnologie ecologiche e la riduzione del diffuso consumo ostentativo. L'elevata crescita della Cina ha causato un danno ambientale diffuso e, senza riforme ambientali, il deterioramento potrebbe minacciare la legittimità del Partito Comunista. Il sogno cinese è quello di uno stile di vita prospero riconciliato con la sostenibilità. 

### Rinnovamento nazionale
Il sogno cinese è stato visto come un appello alla crescente influenza internazionale della Cina. Xi Jinping si riferisce al sogno come una forma di ringiovanimento nazionale. I giovani cinesi sono invidiosi dell'influenza culturale americana e sperano che un giorno la Cina possa competere con gli Stati Uniti come esportatore culturale. I membri delle forze armate cinesi appoggiano lo sviluppo militare della Cina, sostenendo che il "sogno di una nazione forte di un grande risveglio del popolo cinese" può derivare solo dal "sogno di un forte esercito". L'ex Segretario di Stato degli Stati Uniti d'America John Kerry ha promosso l'idea di un "sogno del Pacifico" per accogliere l'ascesa della Cina attraverso la collaborazione regionale su interessi condivisi come l'ambiente e la crescita economica.

### Sogni individuali
Molti cinesi hanno interpretato il sogno cinese come la ricerca di sogni individuali. Evan Osnos del The New Yorker conclude che "Xi Jinping ha cercato di ispirare il suo popolo alzando la bandiera del China Dream, ma lo hanno interpretato come China Dreams — al plurale". Il sogno cinese è così definito in base alle aspirazioni e ai desideri personali di un individuo, che può portare alla "proliferazione di 1,3 miliardi di sogni cinesi." Sujian Guo e Baogang Guo sostengono che: "In gran parte, il sogno americano è stato esportato in Cina ed è diventato il sogno cinese". Ma secondo Qiushi, il sogno cinese non riguarda la gloria individuale, ma lo sforzo collettivo. Misurando il sentimento pubblico su Sina Weibo, Christopher Marquis e Zoe Yang di Civil China hanno osservato che il Sogno cinese si riferisce più ai beni comuni conferiti dalla società civile che ai risultati individuali. Un obiettivo principale della propaganda statale cinese è quindi la costruzione di collegamenti tra aspirazioni individuali e nazionali, il che significa anche la convergenza dei valori dell'economia di mercato e del nazionalismo di stato. Le TV statali nazionali e locali hanno portato il concetto del sogno cinese in alcuni reality e talk show che coinvolgono attivamente il pubblico e i cittadini comuni.

### Riforma economica e politica
Alcuni funzionari e attivisti del governo considerano il sogno cinese come una necessità di riforme economiche e politiche. Sostenere la crescita economica della Cina richiede una riforma economica che comprenda l'urbanizzazione, la riduzione della burocrazia governativa e l'indebolimento del potere di interessi speciali. I liberali cinesi hanno definito il sogno cinese come un sogno di costituzionalismo. Il Southern Weekly, un giornale liberale con sede a Guangzhou, ha tentato di pubblicare un editoriale intitolato "Il sogno cinese: un sogno di costituzionalismo" che sosteneva la separazione dei poteri, ma è stato censurato dalle autorità. Sia Xi Jinping che il Premier Li Keqiang sostengono la riforma economica, ma hanno evitato di discutere delle riforme politiche. Il premier Li ha affermato che:
Secondo fonti ufficiali del partito, il sogno cinese è "l'essenza del socialismo con caratteristiche cinesi".
Nell'ottobre 2013, il Cancelliere dello Scacchiere George Osborne ha descritto il sogno cinese come una riforma politica che include "un riequilibrio dagli investimenti al consumo".